# Veronica muratae
Veronica muratae är en grobladsväxtart som beskrevs av T. Yamazaki. Veronica muratae ingår i släktet veronikor, och familjen grobladsväxter. Inga underarter finns listade i Catalogue of Life.